# 西ミシガン大学
西ミシガン大学(にしみしがんだいがく、英語: Western Michigan University、ウェスタンミシガン大学)は、ミシガン州 カラマズー市に本部を置く米国の州立大学である。大学の略称はWestern、WMU。1903年（明治36年）、Western State Normal School(ウェスタン州立師範学校)として設置された。

## 著名な卒業生
- 宮村 秀明 - 陶芸家。
- Robert Bruininks （ロバート・ブルイニックス）- ミネソタ大学の学長。
- John A. Fallon （ジョン・A・ファロン）- 東ミシガン大学の学長。
- John J. Pruis （ジョン・J・プルイス）- インディアナ州にあるボール州立大学の学長。

## 日本とのかかわり
西ミシガン大学はミシガン州立大学連合日本センターJCMUの関連大学である。